# Саннёй
Саннёй (норв. Sandøy) — коммуна в губернии Мёре-ог-Ромсдал в Норвегии. Административный центр коммуны — город Стейнсхамн. Официальный язык коммуны — нюнорск. Население коммуны на 2007 год составляло 1281 чел. Площадь коммуны Саннёй — 20,41 км², код-идентификатор — 1546.

## История населения коммуны
Население коммуны за последние 60 лет.